# Gouden Boek (Venetië)
Het Gouden Boek of Libra D'Oro van de Serenissima Republiek Venetië was de lijst van patricische families die de Serenissima bestuurden. Toen de lijst eenmaal was opgemaakt, hielden de patricische geslachten de opname van nieuwe families tegen omdat deze dan zouden concurreren bij de verkiezingen van de goedbetaalde en invloedrijke ambten in de Republiek.